# Коу, Фрэнк
Фрэнк Коу (англ. Frank Coe, имя при рождении: Бенджамин Франклин Коу, Benjamin Franklin Coe, 1 октября 1851, Маундсвилл, округ Маршалл, Западная Виргиния, США — 16 сентября 1931, Гленко, округ Линкольн, Нью-Мексико, США) — американский ковбой и ганфайтер, один из основных бойцов «Регуляторов», окружного отряда, сформированного во время Войны в округе Линкольн. Участвовал в большинстве боевых действий этого конфликта, включая перестрелку в Блейзерс-Милл, перестрелку на ранчо Фрица и Пятидневную битву.
Фрэнк Коу был одним из немногих «Регуляторов», благополучно доживших до старости. В 1927 году он дал подробные показания о ходе Войны в округе Линкольн, а также рассказал о многих личностных чертах Билли Кида.

## Ранние годы
Бенджамин Франклин Коу родился в Западной Виргинии 1 октября 1851 года. Он переехал на Территорию Нью-Мексико со своим двоюродным братом Джорджем Коу 17 марта 1875 года, чтобы работать на ранчо, принадлежавшем другому их кузену, Джеймсу Альберту «Эбу» Сондерсу, и расположенном на реке Рио-Хондо недалеко от форта Стэнтон, вблизи Ратона.
В июле 1876 года Фрэнк Коу и Эб Сондерс выследили и убили конокрада Нику Мераса в каньоне Бака.
18 июля 1876 года  Фрэнк Коу и Джордж Коу, а также Док Скарлок, Чарли Боудри и Эб Сондерс взяли штурмом тюрьму Линкольна (весьма слабо защищённую) и освободили из-под стражи угонщика скота Хесуса Ларго, после чего вывезли его за город и повесили. Никаких обвинений в связи с этими действиями им предъявлено не было.
К 1878 году братья Коу арендовали землю в округе Линкольн, чтобы основать собственное ранчо.

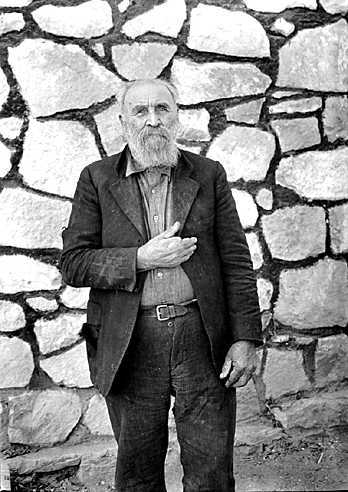
Джордж Коу, 1934
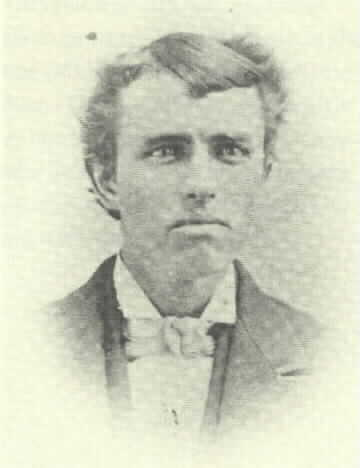
Джеймс Альберт «Эб» Сондерс, 1880-е
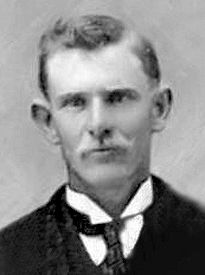
Док Скарлок, ок. 1877
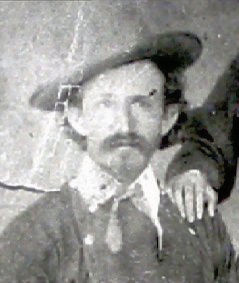
Чарли Боудри, ок. 1880

## Война в округе Линкольн
Война в округе Линкольн стала следствием соперничества между компанией «Мёрфи и Долан» и английским предпринимателем Джоном Генри Танстеллом за экономическое влияние на Территории Нью-Мексико. Фактически округ контролировался ирландскими предпринимателями Лоренсом Мёрфи и Джеймсом Доланом, имевших покровителей в лице губернатора и генерального прокурора Территории Нью-Мексико. Мёрфи и Долан владели единственным магазином в округе и скупали краденый скот; кроме того, им удалось заключить контракт на поставку мяса с правительством США. Танстелл и его адвокат Александр Максуин были противниками их альянса. Джон Танстелл нанял для охраны своего скота людей, в число которых входили Билли Кид, Док Скарлок, Чарли Боудри и братья Коу. Компания Мёрфи и Долана наняла в качестве боевиков банду Джесси Эванса и отряд фермеров, известный как «Воины семи рек». Кроме того, Джеймс Долан подкупил представителей закона, в частности, шерифа Уильяма Брейди. Фракции были разделены по этническому и религиозному признаку: люди Мёрфи были в основном католиками-ирландцами, а Танстелл и его союзники — английскими протестантами.
Братья Коу был втянуты в конфликт после того, как шериф Брейди в январе 1877 года арестовал Дока Скарлока и Джорджа Коу якобы по подозрению в укрывательстве беглого убийцы Фрэнка Фримена (члена банды Эванса). В течение следующих нескольких дней Брейди жестоко обращался со Скарлоком и Коу, их пытали, но в конце концов отпустили.
Убийство Танстелла бандой Эванса, подосланной шерифом Брейди, произошедшее 18 февраля 1878 года, развязало Войну в округе Линкольн, ставшую самым кровавым гражданским конфликтом на Диком Западе. После этого преступления ковбои Танстелла, не надеясь на помощь шерифа, объединились в отряд «Регуляторы» (англ. Regulators), для того чтобы отомстить убийцам. Основными бойцами отряда были Дик Брюэр, Билли Кид, Док Скарлок, Чарли Боудри, Хосе Чавес, «Грязный Стив» Стивенс, Джон Миддлтон, Фрэнк Макнаб, Генри Ньютон Браун, Том О’Фолльярд, а также Джордж и Фрэнк Коу. Юридически группа была создана как помощники мирового судьи Уилсона. Брюэр возглавил отряд, поскольку был самым опытным (на тот момент он занимал должность городского констебля Линкольна).
В начале марта 1878 года «Регуляторы» убили Билла Мортона и Фрэнка Бейкера, двух членов банды Эванса, не намереваясь их арестовывать и предавать суду. В это же время у Блэкуотер-Крик «Регуляторы» убили члена окружного отряда Уильяма Макклоски, который, якобы, их предал. 1 апреля «Регуляторы» совершили нападение на шерифа Брейди и четырёх его помощников на главной улице Линкольна. Брейди был убит на месте, заместитель шерифа Джордж У. Хиндман — смертельно ранен. Кроме того, «Регуляторам» удалось смертельно ранить члена банды Эванса Эндрю «Картечь» Робертса в перестрелке в Блейзерс-Милл 4 апреля 1878 года.
Хотя Фрэнк отрицал своё участие в нападении на шерифа Брейди, достоверно известно, что он присутствовал при казни Мортона и Бейкера, а также при убийстве Макклоски. Фрэнк Коу участвовал в перестрелке в Блейзерс-Милл. Сообщается, что в Блейзерс-Милл он некоторое время разговаривал с Эндрю Робертсом и пытался убедить его сдаться до того, как началась стрельба, однако Робертс отказался, полагая, что это уловка, и «Регуляторы» всё равно его убьют. «Регуляторы», имея численное превосходство (тринадцать против одного), атаковали его, полагая, что легко с ним справятся. В перестрелке Робертс убил Дика Брюэра, ранил Скарлока, Кида, Миддлтона и брата Фрэнка, Джорджа Коу (пуля оторвала ему указательный палец), а также контузил Боудри, однако сам был ранен Джорджем Коу и Чарли Боудри. «Регуляторы» отступили, но Робертс вскоре умер от полученных ран.

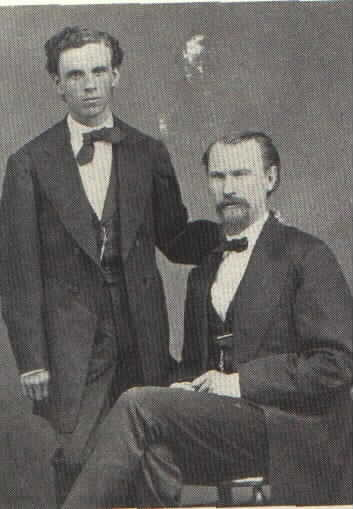
Лоренс Мёрфи (справа) и Джеймс Долан, 1870-е
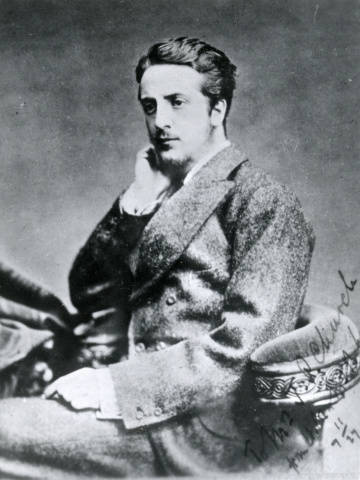
Джон Танстелл, 1875
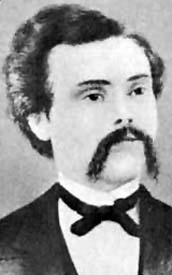
Александр Максуин, ок. 1875
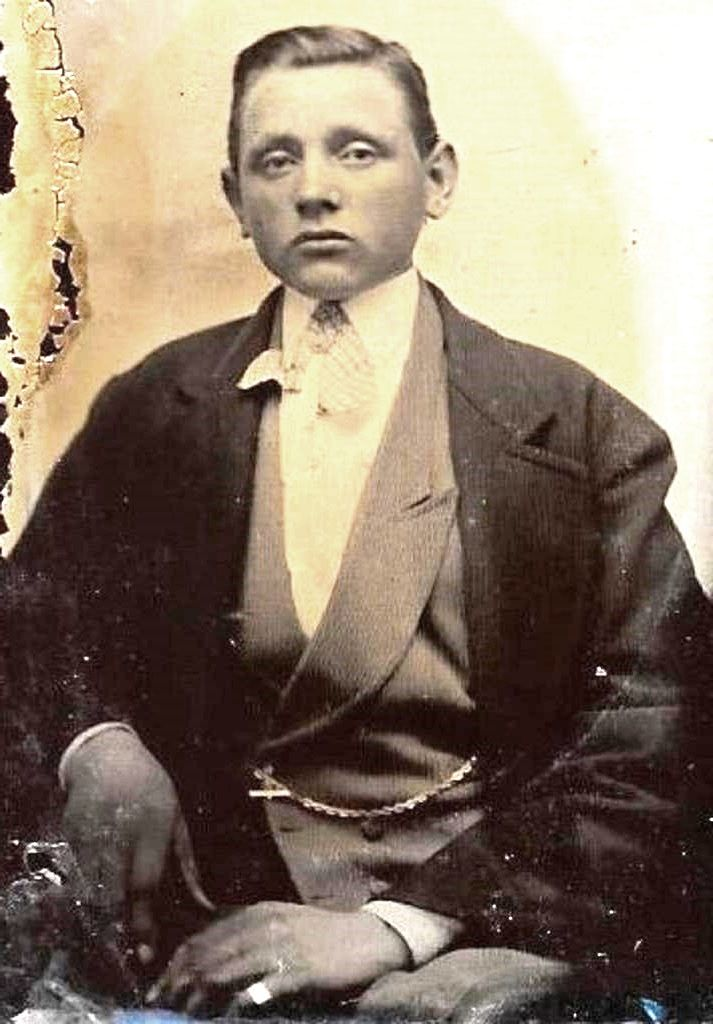
Джесси Эванс, вторая половина XIX века
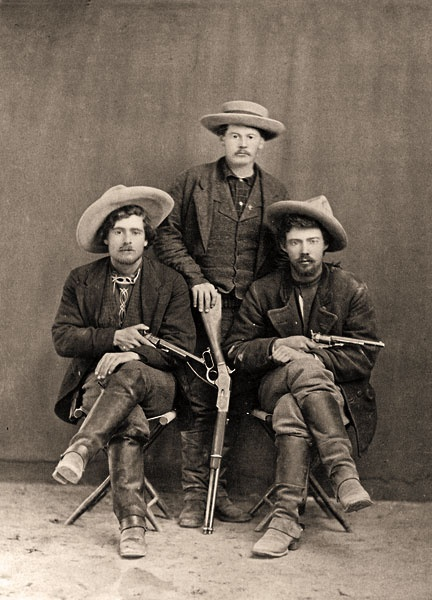
Джон Кинни (в центре) и два члена его банды, ок. 1880
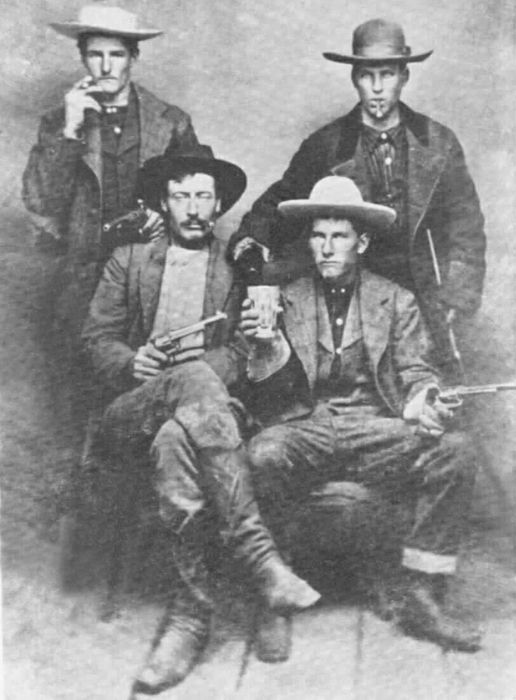
«Воины семи рек», ок. 1878
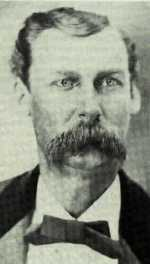
Шериф Уильям Брейди, до апреля 1878
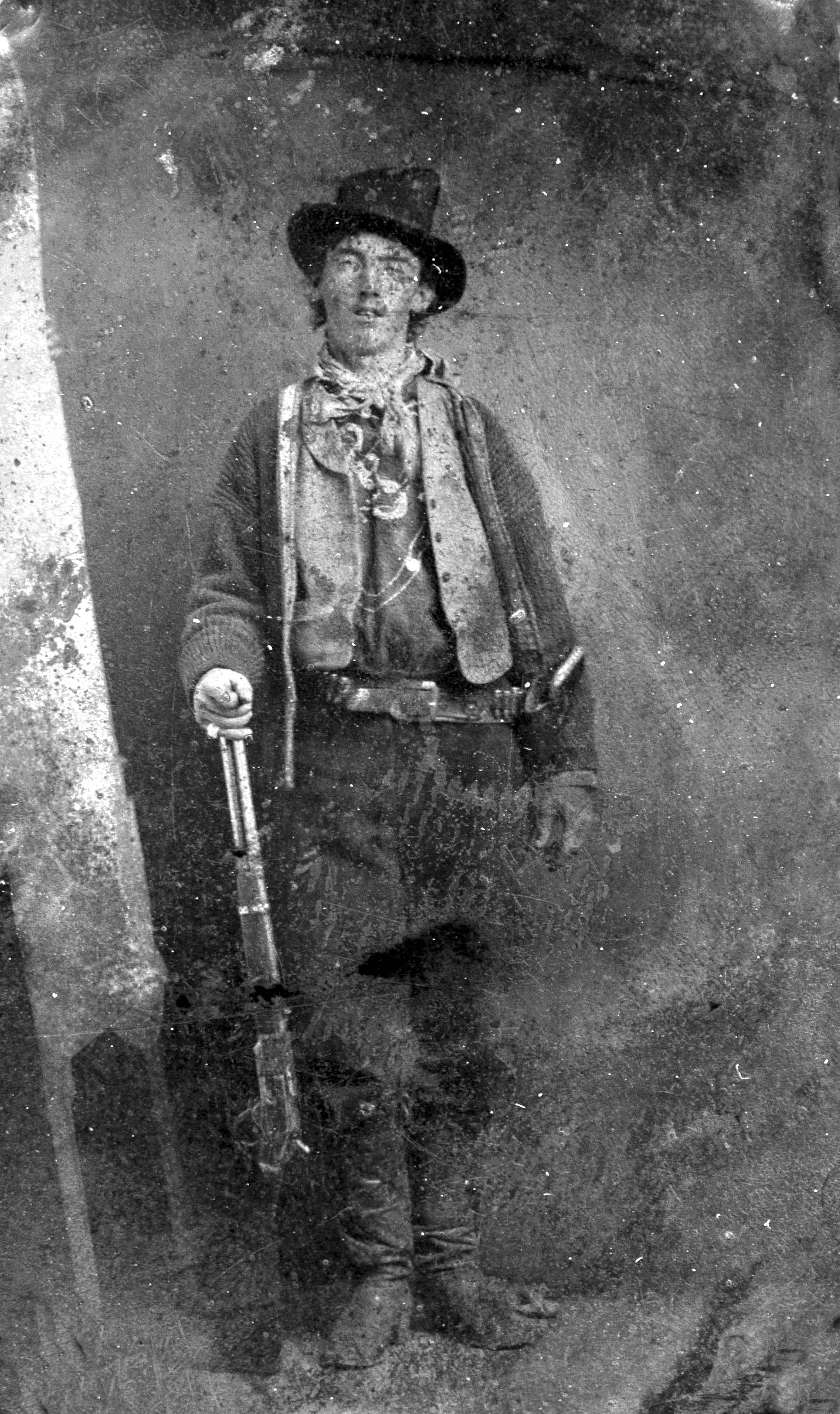
Билли Кид, ок. 1880
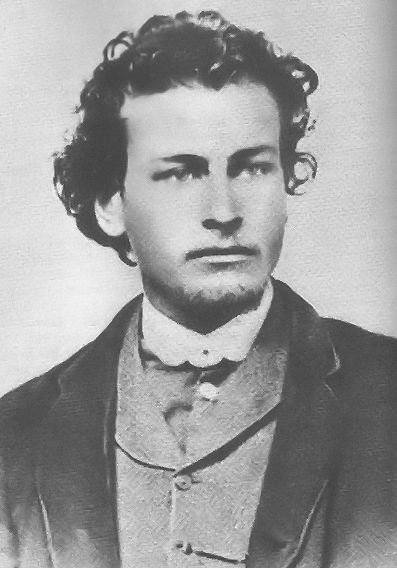
Дик Брюэр, ок. 1875
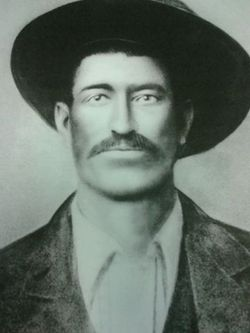
Хосе Чавес-и-Чавес, конец XIX века
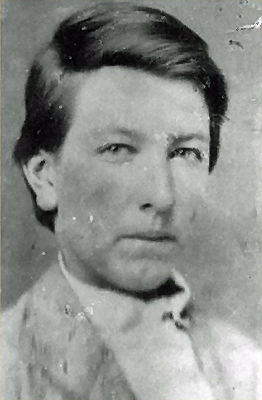
Том O'Фольярд, ок. 1875
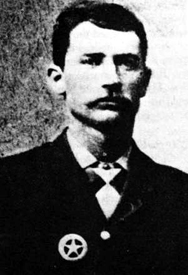
Генри Ньютон Браун, 1877

## Арест
Брюэра во главе «Регуляторов» заменил Фрэнк Макнаб. 29 апреля 1878 года Макнаб, Эб Сондерс и Фрэнк Коу направлялись на ранчо братьев Коу. В девяти милях от Линкольна они остановились на ранчо Эмиля Фрица, чтобы передохнуть, но попали в засаду банды Джесси Эванса и «Воинов семи рек» под командованием заместителя шерифа Джорджа Пеппина. Лошади под Макнабом, Коу и Сондерсом были застрелены. Фрэнк Макнаб, раненый, вскарабкался по склону оврага и попытался бежать, но ковбой по имени Мануэль «Индеец» Сеговия догнал его и застрелил из дробовика. Фрэнк Коу сдался после продолжительной перестрелки и был доставлен в тюрьму Линкольна. Эб Сондерс был ранен в лодыжку и тяжело ранен в бедро; вторую рану посчитали смертельной и оставили его на ранчо Фрица.
Фрэнку Коу удалось сбежать из-под стражи на следующий день после ареста, во время перестрелки «Регуляторов» с «Воинами семи рек» в Линкольне, предположительно, с помощью заместителя шерифа Уоллеса Олинджера, который дал ему пистолет. 
Впоследствии Фрэнк принял участие в Битве за Линкольн.

## После окончания Войны в округе Линкольн

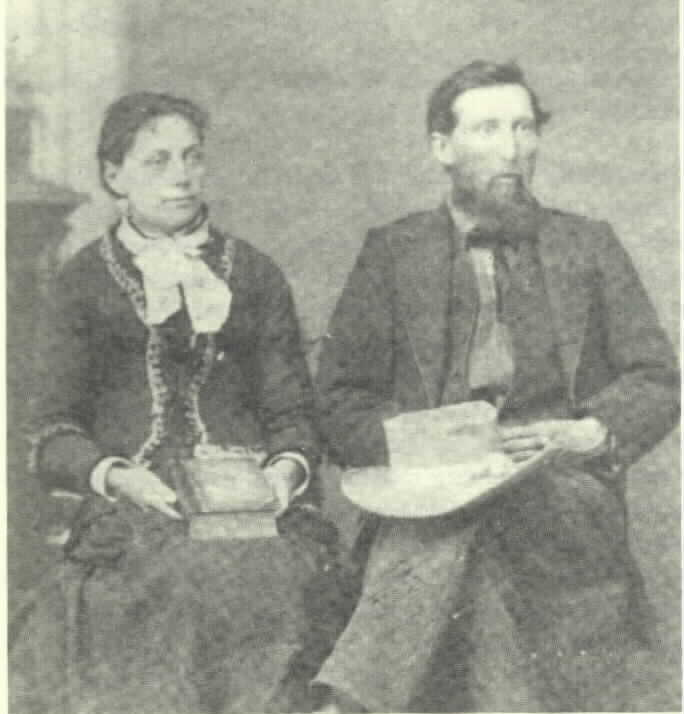
Фрэнк Коу и Хелена Энн Талли, свадебная фотография (1881)

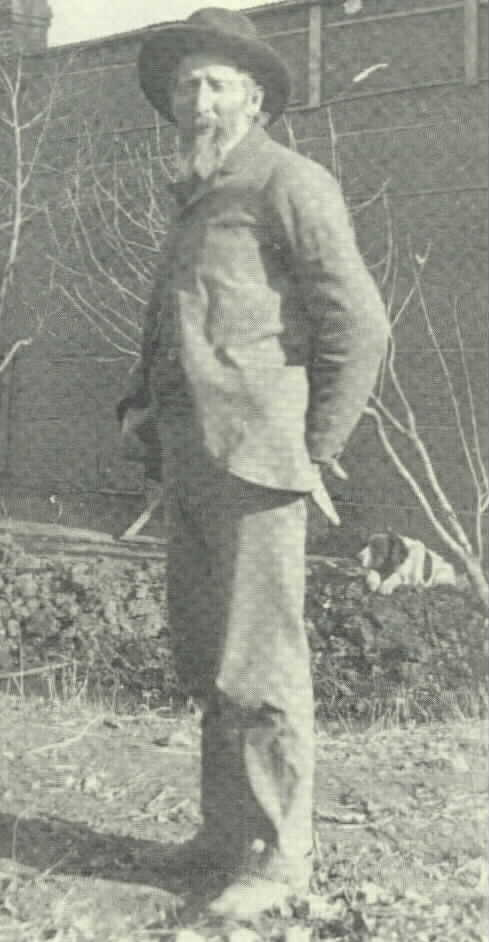
Фрэнк Коу (1904)

После разгрома «Регуляторов» братья Коу на время покинули Нью-Мексико, живя в Небраске и Колорадо. Между 1879 и 1884 годами Фрэнк Коу был арестован в Санта-Фе (штат Нью-Мексико) по обвинению в убийстве Робертса, однако было установлено, что его приняли за двоюродного брата Джорджа, и он был отпущен на свободу. В 1880 году его подозревали в участии в линчевании, но обвинение так и не было предъявлено.
6 мая 1881 года Фрэнк Коу женился на Хелене Энн Талли, в браке родились восемь детей.
Братья Коу вернулись обратно в округ Линкольн в 1884 году. После возвращения Джордж Коу был арестован по обвинению в убийстве Эндрю «Картечь» Робертса, но впоследствии амнистирован губернатором Нью-Мексико Лью Уоллесом.
В 1886 году Фрэнк Коу купил бывшее ранчо Дика Брюера в округе Линкольн, где и прожил остаток жизни.
В октябре 1898 года Фрэнк Коу застрелил Ирвина Леснета, который обесчестил его 16-летнюю дочь Сидни Коу (1882—1955). Примерно через 18 месяцев следствия и судебных разбирательств Коу был оправдан по обвинению в этом убийстве.
В 1927 году в Сан-Патрисио, штат Техас, Фрэнк дал интервью журналисту Дж. Хаветсу Хейли, в котором подробно рассказал о Войне в округе Линкольн и о Билли Киде.
Фрэнк Коу умер от пневмонии на 80-м году жизни 16 сентября 1931 года в Гленко, округ Линкольн, Нью-Мексико.